# Autostrada A76 (Țările de Jos)
Autostrada A76 este o autostradă orientată vest-est, care traversează sudul provinciei olandeze Limburg și leagă Belgia de Germania. Drumul are o lungime totală de 27 de kilometri.

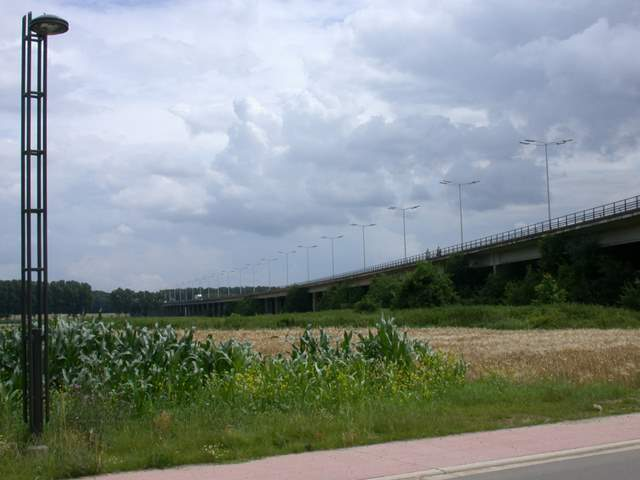
Podul Scharberg

Autostrada A76 începe pe podul peste râul Meuse și canalul Juliana, în apropiere de localitatea Stein (cunoscut sub numele de podul Scharberg), ca o continuare a autostrăzii E314 dinspre Belgia. În Belgia, acest drum poartă denumirea de A2. Granița propriu-zisă se află în mijlocul râului Meuse, însă punctul în care drumul intră efectiv sub administrarea Țărilor de Jos este abia pe partea estică a podului, după traversarea canalului Juliana.
Prin nodul rutier Kerensheide, traficul care vine de pe autostrada A2 din Olanda se varsă pe A76. O supratraversare permite traficului din nord, de pe A2, să intre pe A76 în direcția est, unde autostrada are trei benzi de circulație până la Geleen⁠(d). Pe direcția vestică, între Geleen și nodul rutier, A76 are chiar patru benzi pe o distanță de un kilometru. La Geleen, A76 traversează zona industrială chimică Chemelot. Diverse conducte pentru produse chimice trec atât peste, cât și pe sub autostradă.
După ce traversează Geleen, drumul continuă către est, spre Heerlen, pe un sector extrem de sinuos. Această porțiune a fost construită în anii 1950–1960, fiind astfel cea mai veche parte a traseului. Pe o distanță de aproximativ 7 kilometri, de la Spaubeek până la nodul rutier Ten Esschen, A76 urmează îndeaproape linia de cale ferată Sittard–Herzogenrath. În unele locuri, autostrada este lipită de calea ferată, în timp ce în altele distanța dintre cele două ajunge la maximum 400 de metri. Atât la Schinnen, cât și la Nuth, A76 taie satele în două. Se preconizează că virajul de la centrul Nuth va fi eliminat în viitor, întrucât există planuri pentru reconstrucția completă a joncțiunii respective. Aceasta va avea implicații pentru clădirile din zonă, inclusiv pentru valoroasa fermă-castel De Dael. Extinderea infrastructurii în jurul ieșirii Nuth, mai la nord, în contextul construirii centurii Parkstad Limburg în 2019, a dus la desființarea ieșirii de la Schinnen, eliberând astfel spațiul și reducând conflictele de trafic cauzate de intrările și ieșirile din autostradă. De asemenea, au existat planuri de extindere a A76 între Nuth și nodul Ten Esschen la trei benzi pe sens. Acest segment urma să fie integrat în centura Parkstad, iar prin urmare se estima o creștere a fluxului de trafic. Totuși, lărgirea nu a fost realizată.
La nodul Ten Esschen, autostrada virează spre Aachen. Traseul original mergea spre Heerlen, dar din 1976 această porțiune a devenit drumul expres N281. Segmentul aflat la sud-est de acest nod este cel mai nou, construit în anii 1970, și are puține ieșiri. Această parte a drumului este considerată „neolandeză” datorită unei pante cu bandă de urcare (5%) în apropiere de Simpelveld și poziționării pe un taluz înalt. Silueta orașului Heerlen este bine vizibilă din acest punct. La nodul Kunderberg există o conexiune cu autostrada A79. Dinspre A76 se poate vira spre Maastricht, atât venind dinspre Aachen, cât și dinspre Geleen. Venind dinspre Maastricht, șoferii au opțiunea de a continua pe A76 în direcția Geleen sau Aachen. Astfel, sunt posibile doar conexiuni de intrare/ieșire dinspre Maastricht; nu este posibil virajul spre Heerlen. A79 se termină aici, după câteva sute de metri, și continuă ca drum municipal. Până în decembrie 2013, era imposibil să virezi de la Maastricht spre Geleen sau invers. În apropiere de Imstenrade fusese planificată o ieșire, însă redistribuirea bugetelor a dus la anularea proiectului.
Chiar înainte de granița cu Germania se află o intersecție mare, cunoscută anterior ca „nodul Bocholtz”. Conform planurilor inițiale, aici urma să se conecteze o autostradă din/spre Maastricht, venind din sud-vest, dar aceasta a fost înlocuită ulterior de A79. Viaductele benzilor de legătură ale fostului nod în formă de trifoi au fost demolate prin explozie în 2001. Mai multe rampe de legătură au fost desființate, iar semafoarele de pe drumul adiacent au preluat funcțiile acestora.
La punctul de trecere a frontierei, drumul a fost, pentru o perioadă, transformat pe câteva sute de metri din autostradă în drum expres, probabil o reminiscență din trecut. După această porțiune, drumul continuă ca Bundesautobahn 4 (autostrada germană A4) către Aachen și Köln.

## Traseu
| Traseu            |                                                                                                   |        |
| A2 E314           |                                                                                                   |        |
|                   | Frontiera dintre Belgia și Țările de Jos.                                                         |        |
| A76 E314          |                                                                                                   |        |
|                   | Podul Scharbergbrug.                                                                              |        |
|                   | Pod peste Meuse.                                                                                  |        |
|                   | Pod peste Canalul Juliana.                                                                        |        |
| 1 - Stein         | Oraș deservit: Stein (sens Belgia -> Germania).                                                   |        |
| Kerensheide       | Nod rutier între A2 și A76: Maastricht, Liège; Eindhoven, 's-Hertogenbosch, Utrecht, Amsterdam.   | A2 E25 |
| 1a - Stein        | Oraș deservit: Stein (sens Germania -> Belgia).                                                   |        |
|                   | Pod peste linia de cale ferată Maastricht - Sittard⁠(d).                                           |        |
| 2 - Geleen        | Oraș deservit: Geleen⁠(d), Beek.                                                                   |        |
|                   | Pod peste Keutelbeek.                                                                             |        |
| 3 - Spaubeek      | Oraș deservit: Spaubeek⁠(d), Schimmert⁠(d) (sens Belgia -> Germania).                               | N583   |
| 3 - Spaubeek      | Oraș deservit: Geleen⁠(d) (sens Germania -> Belgia).                                               | N583   |
| 5 - Nuth          | Oraș deservit: Beekdaelen⁠(d)-Nuth (sens Belgia -> Germania).                                      | N298   |
| 5 - Nuth          | Oraș deservit: Hoensbroek⁠(d) (sens Germania -> Belgia).                                           | N300   |
|                   | Pod peste Platsbeek.                                                                              |        |
| 5a - Nuth-Centrum | Oraș deservit: Beekdaelen⁠(d)-Nuth (sens Germania -> Belgia).                                      |        |
|                   | Pod peste Geleenbeek.                                                                             |        |
| Ten Esschen       | Nod rutier între N281 și A76: Heerlen, Simpelveld-Bocholtz, Simpelveld (sens Belgia -> Germania). | N281   |
|                   | Pod peste Geleenbeek.                                                                             |        |
| 6 - Heerlen-Noord | Oraș deservit: Voerendaal, Hoensbroek⁠(d), Heerlen.                                                |        |
| Kunderberg        | Nod rutier între A79 și A76: Voerendaal, Valkenburg aan de Geul, Maastricht; Heerlen.             | A79    |
|                   | Pod peste Eyserbeek.                                                                              |        |
|                   | Pod peste linia de cale ferată Schaesberg⁠(d) - Simpelveld.                                        |        |
| 7 - Simpelveld    | Oraș deservit: Vaals, Simpelveld, Heerlen.                                                        | N281   |
|                   | Zonă de servicii: Tienbaan (sens Belgia -> Germania).                                             |        |
|                   | Zonă de servicii: Langveld (sens Germania -> Belgia).                                             |        |
| - Bocholtz        | Oraș deservit: Simpelveld-Bocholtz, Heerlen, Parcul industrial Avantis.                           |        |
| A76 E314          |                                                                                                   |        |
|                   | Frontiera dintre Țările de Jos și Germania.                                                       |        |
| BAB 4 E314        |                                                                                                   |        |